# این آلبوم را بدزدید!
«این آلبوم را بدزدید!» (به انگلیسی: Steal This Album!) آلبومی از گروه موسیقی پراگرسیو متال سیستم آو ا داون است که در سال ۲۰۰۲ میلادی منتشر شد.